# Мухово
Му́хово (болг. Мухово) — село в Софійській області Болгарії. Входить до складу общини Іхтіман.

## Населення
За даними перепису населення 2011 року у селі проживали 54 особи, з них 53 особи (98,1%) — болгари.
Розподіл населення за віком у 2011 році:
Динаміка населення: